# せむしの仔馬 (バレエ)
せむしの仔馬、または皇帝の姫君（英語: The Little Humpbacked Horse, or The Tsar Maiden、ロシア語: Konyok Gorbunok ili Tsar-Devitsa、フランス語: Le Petit cheval bossu, ou La Tsar-Demoiselle）は、4幕8場のバレエ作品である。

## 概要
アルテュール・サン＝レオンによる台本はピョートル・エルショーフのおとぎ話「せむしの仔馬」を元にしているが、元のストーリーからは大きく改変されている。バレエでは、愚か者のイワンがせむしの仔馬の魔法の助けを借りて邪悪なハーンを打ち負かし、皇帝の姫君を手に入れて、ついには無能な皇帝に代わって即位する話になっている。

## サン＝レオン版
チェーザレ・プーニの音楽にアルテュール・サン＝レオンが振り付けて、1864年12月15日（ユリウス暦 12月3日）にロシア帝室バレエによりサンクトペテルブルクの帝室ボリショイ・カーメンヌイ劇場で初演された。マーファ・ムラヴィエワを姫君、ティモフェイ・ストゥコルキンをイワンに配役する予定だったが、ストゥコルキンが足を骨折したため代役にそれまで主役を演じた経験のないニコライ・トロイツキーが充てられた。
この作品はロシアの民話を元にしたバレエとして、ロシアのバレエ史において重要なマイルストーンとなった。プーニはバレエ音楽にロシア民謡を取り入れ、アルトゥール・サン＝レオンはロシアの民族舞踊を振り付けた。全編通してロシアの民族舞踊は22あるが、フランス人のサン＝レオンはロシアの民族舞踊に明るくなく、「ウラルの踊り」などその多くを創作した。バレエは極めて彩り豊かな仕上がりとなり、大成功を収めた。
しかし、ミハイル・サルトィコフ＝シチェドリンやニコライ・ネクラーソフといった民主派の批評家からは厳しく批判された。本物の民族舞踊ではなく痛々しいパロディの寄せ集めで、振付家は二流で観衆は趣味が悪く、皇帝アレクサンドル2世は民衆に対して罪深い態度を取っており、そのいずれもが社会の発展について無理解であると非難した。
批評家から批判を浴びる一方で観衆受けは非常によく、本作をきっかけとして帝室バレエでロシア風のバレエ作品が次々に制作されることになった。それと同時に、モスクワ帝室バレエでは古典的なヨーロッパ風の振付と本物のロシアの民族舞踊を組み合わせた異なる様式が生み出された。
2年後の1866年12月13日（ユリウス暦 12月1日）には、モスクワ帝室バレエで上演された。
1876年、ソコロフは本物のロシア民族舞踊を取り入れて、モスクワのボリショイ劇場でサン＝レオン版の再演出を行った。この再演出により、サン＝レオンが創作したロシア民族舞踊風の踊りを組み込んだサンクトペテルブルク版と、本物のロシア民族舞踊を組み込んだモスクワ版の2つに分かれた。これは最終的にはロシアのバレエが古典に忠実なサンクトペテルブルク派と、民族舞踊を取り入れたモスクワ派の2流派に分かれるきっかけとなり、この流れは1930年代まで続いた。ロシア革命により首都がモスクワに移るとサンクトペテルブルクから多くのダンサーがモスクワに移り住んだため、モスクワ派は自然消滅した。
初演から約100年後となる1960年には、ロシアの作曲家ロディオン・シチェドリンが新たに作曲を行った。

## 蘇演・再演出・改訂

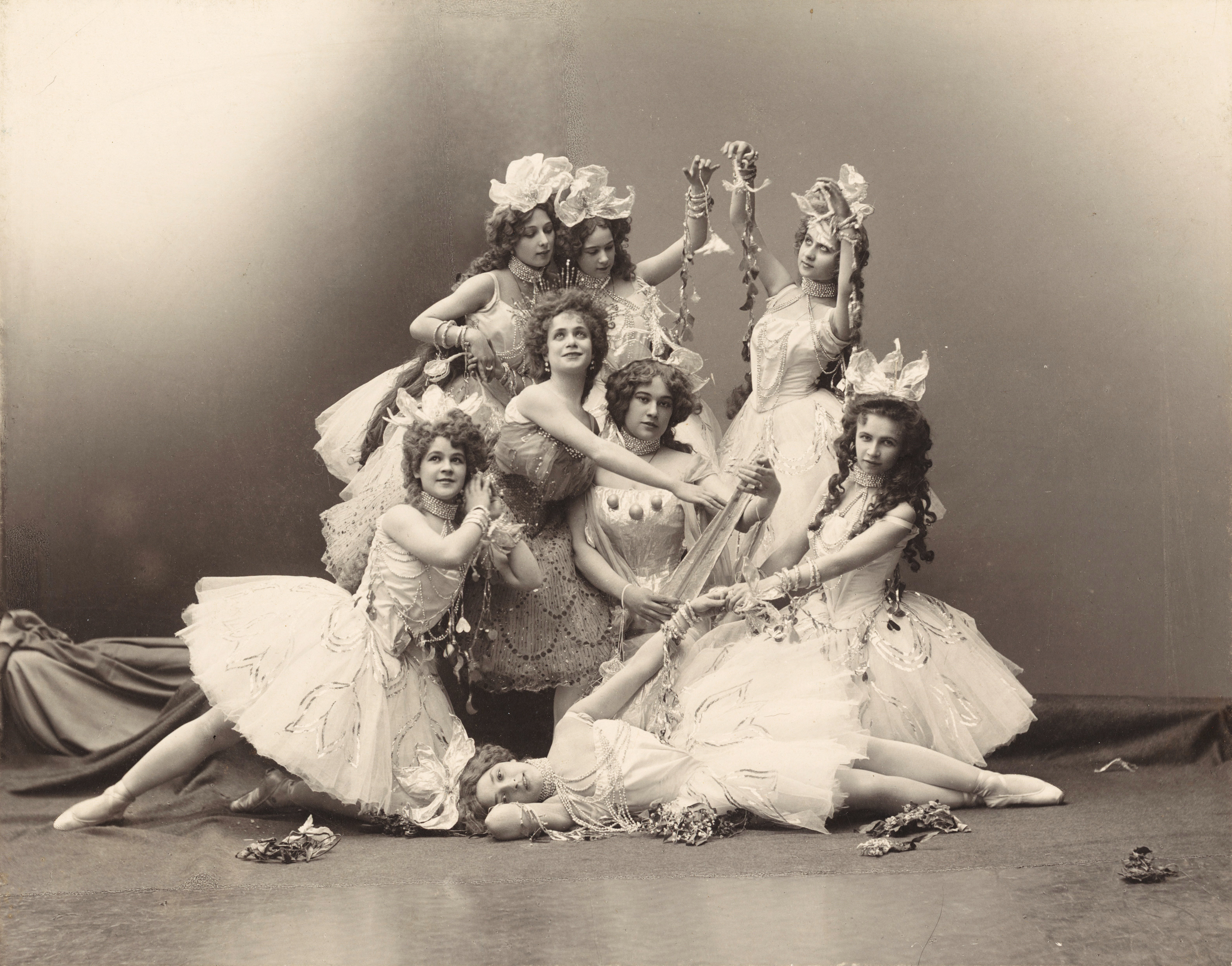
マリウス・プティパによる帝室マリインスキー劇場での蘇演。1895年

- アルトゥール・サン＝レオンによるモスクワ帝室ボリショイ劇場バレエのための再演出。再演出にあたり、チェーザレ・プーニが音楽を改訂している。1866年11月26日、モスクワのモスクワ帝室ボリショイ劇場で初演された。姫君をマーファ・ムラヴィエワ、イワンをティモフェイ・ストゥコルキンが演じた
- ホセ・メンデスによるモスクワ帝室ボリショイ劇場バレエでの蘇演。1893年12月26日、モスクワ帝室ボリショイ劇場で初演された。
- マリウス・プティパによるロシア帝室バレエでの蘇演。蘇演にあたり「皇帝の乙女（The Tsar Maiden）」に改題され、プーニの音楽にリッカルド・ドリゴが追加・改訂を行った。1895年12月6-18日に、サンクトペテルブルクの帝室マリインスキー劇場で初演された。姫君をピエリーナ・レニャーニ、イワンをアレクサンドル・シリヤエフ、ハーンをフェリックス・クシェシンスキーが演じた。
- アレクサンドル・ゴルスキーによるモスクワ帝室ボリショイ劇場バレエでの蘇演。蘇演にあたり、アントン・シモン、ボリス・アサフィエフ、ピョートル・チャイコフスキー、アントニン・ドヴォルザーク、アレクサンドル・グラズノフ、ヨハネス・ブラームス、フランツ・リストの楽曲が追加された。1901年11月25日、モスクワのモスクワ帝室ボリショイ劇場で初演され、姫君をリュボーフィ・ロスラヴレヴァ、イワンをゴルスキー自身が演じた。
- アレクサンドル・ゴルスキーによる1901年蘇演版の再演出。プーニの音楽にリッカルド・ドリゴが追加・改訂を行った。1912年12月16日に帝室マリインスキー劇場で初演され、姫君をタマーラ・カルサヴィナ、イワンをニコライ・レガートが演じた。
- フョードル・ロプホーフによるゴルスキーの1912年版の蘇演。1945年にキーロフ・バレエによりキーロフ名称国立オペラ・バレエ・アカデミック劇場で初演された。